# You Can't Take It with You (serie televisiva)
You Can't Take It with You è una serie televisiva statunitense in 24 episodi trasmessi per la prima volta nel corso di una sola stagione dal 1987 al 1988.
È una sitcom ambientata nei primi anni del 1900 a Staten Island e basata sulla commedia in tre atti You Can't Take It with You di George S. Kaufman e Moss Hart, da cui fu tratto anche il film del 1938 L'eterna illusione (You Can't Take It With You).

## Personaggi e interpreti
- Martin Vanderhof, interpretato da Harry Morgan.
- Penny Vanderhof Sycamore, interpretata da Lois Nettleton.
- Paul Sycamore, interpretato da Richard Sanders.
- Alice Sycamore, interpretata da Lisa Aliff.
- Essie Sycamore, interpretata da Heather Blodgett.
- Durwood M. Pinner, interpretato da Teddy Wilson.

## Produzione
Tra i registi è accreditato Bob LaHendro.

### Sceneggiatori
Tra gli sceneggiatori sono accreditati:
- Moss Hart
- George S. Kaufman
- Steve Barker
- Gail Rock

## Distribuzione
La serie fu trasmessa negli Stati Uniti dal 19 settembre 1987 al 26 febbraio 1988 in syndication. È stata distribuita anche in Spagna con il titolo Vive como quieras.

## Episodi
| Stagione       | Episodi | Prima TV USA |
| -------------- | ------- | ------------ |
| Prima stagione | 24      | 1987-1988    |